# Isotta Fraschini V.4
L'Isotta Fraschini V.4 était un moteur d'avion construit par la division aéronautique du constructeur italien Isotta Fraschini à partir de 1916. Il avait une cylindrée de 14,3 litres répartie sur 6 cylindres en ligne. La puissance maximale développée à 1 450 tr/min était de 150 ch.

## Histoire
Au cours de la Première Guerre mondiale les moteurs d'avion les plus recherchés étaient des moteurs 6 cylindres en ligne dont les vibrations étaient nettement plus faibles que celles des 4 cylindres. Par rapport aux moteurs à 6 cylindres en V, ils présentaient l'avantage d'être plus faciles à produire et à entretenir.
Isotta Fraschini qui produisait depuis 1909 un premier moteur pour avions fut sollicitée en 1915 par la marine italienne pour produire une série de moteurs d'une puissance supérieure à 150 ch. C'est ainsi qu'apparurent les moteurs V.4 puis V.4B et Isotta Fraschini V.6. Ces moteurs ont été produits à plusieurs milliers d'exemplaires également sous licence par les sociétés Bianchi et Tosi.
Le moteur V.4 équipa les avions Caproni Ca.3 à Ca.35, Macchi L.1 et M.5 et les hydravions SIAI S.8, Idro F.B.A. et le dirigeable Forlanini F.6

## Caractéristiques
Le moteur Isotta Fraschini V.4 était un moteur 6 cylindres en ligne, refroidi par eau, alésage : 130 mm et course : 180 mm. Les cylindres étaient en acier avec une culasse monobloc en aluminium. Il comportait deux soupapes par cylindre commandées directement par un arbre à cames en tête. Le système d'alimentation comprenait deux carburateurs Zenith placés sur le côté gauche du moteur. Chaque carburateur alimentait trois cylindres. Les gaz d'échappement étaient collectés sur le côté droit.
La version V.4B, lancée peu après, vit sa puissance portée à 160 ch (118 kW). C'est la version qui fut la plus utilisée.